# Martell (eina)

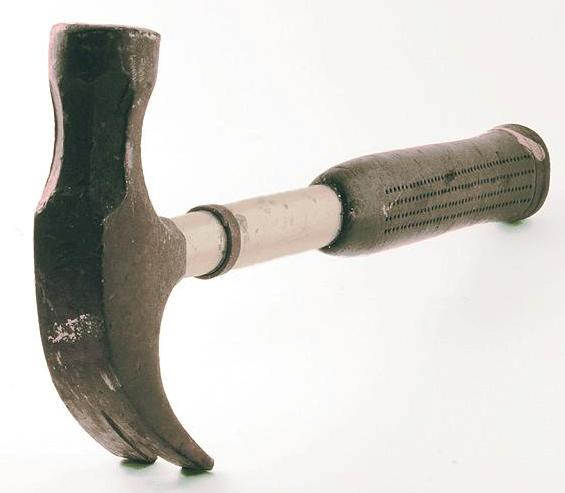
Martell d'orelles

Un martell (del llatí martellus) és una eina utilitzada per donar cops a un objectiu a fi de desplaçar-lo o deformar-lo. És comunament utilitzat per clavar o trencar objectes. Els martells són sovint dissenyats per a un propòsit especial, per això n'hi ha una gran varietat de dissenys. La forma bàsica del martell consisteix en un mànec (normalment de fusta) amb un cap pesant (que sol ser de metall) en el seu extrem. Els martells són utilitzats a moltes professions. A l'edat mitjana també era una arma contundent i aleshores es va popularitzar i per això apareix en molts jocs de rol que emulen aquella època (usualment en mans de personatges com els bàrbars). El déu Thor tenia un martell amb què causava el tro.
El martell es compon típicament de tres parts: el mànec, la maça i el tascó. El mànec és un pal (sovint de fusta) per a subjectar l'eina amb la mà. La maça es compon de la boca (la part plana per percutir), l'ull (l'obertura per on s'insereix el mànec) i el cap (el tros sòlid entre l'ull i la boca). L'altre extrem de la maça pot ser, segons el tipus de martell, una bola, unes orelles o tenalla, una punta, un tallant, etc.
El tascó és una falca que s'insereix, des de la part superior de l'ull, dins l'extrem superior del mànec per tal de subjectar bé el mànec. Els martells més moderns poden no tenir tascó i subjectar la maça al mànec d'altres maneres.
Pel que fa a la fisiologia humana, molts usos del martell impliquen moviments balístics coordinats sota intenses forces musculars que s'han de planificar prèviament a nivell neuromuscular, ja que també es produeixen ràpidament per ajustar-se conscientment en vol. Per aquest motiu, un cop precís a velocitat requereix més pràctica que un moviment de toc a la mateixa àrea objectiu. S'ha suggerit que les demandes cognitives per a la planificació prèvia, la seqüenciació i el temps precís associades amb els moviments balístics relacionats de llançar, els cops i martellejar van precipitar aspectes de l'evolució cerebral als primers homínids.

## Forma
La forma bàsica del martell consisteix en un mànec (comunament de fusta) amb un cap pesat (generalment de metall) a l'extrem. Els martells són utilitzats en diferents professions i és una de les eines bàsiques juntament amb el ganivet. Les formes conegudes del martell són les següents:
- Martell de fuster: el cap té dues funcions, la cara plana per clavar claus, i l'altra amb ranura, per extreure'ls.
- Martell de bola: ús en mecànica.[5] La bola serveix per concentrar els cops en el sostre d'una peça còncava o en deformar les vores d'un rebló per realitzar una unió per reblat.
- Martell de pena
- Martell pla: són martells amb cares de pell o plàstic o goma que fan malbé menys que els metàl·lics i només es fan servir amb aquest fi, el fet de danyar i marcar la xapa el menys possible.
- Martell de punta: ús en mecànica. La falca serveix per al tall en calent de peces, de forma similar a l'ús de la mitjalluna per a peces majors, o al tallaferro per a gruixos menors.
- Martell de tall
- Martell amb tenalla o d'orelles
- Maceta de niló
- Maceta de paleta
- Martell de mecànic
- Martell de dents o buixarda[6]
- Martell destral, per posar i treure claus i enderrocar els guixaires.[6]

- Per a grans esforços hi ha martells, que s'utilitzen en mineria i en la construcció. El martell pneumàtic és un trepant percussor portàtil que basa el seu funcionament en mecanismes d'aire comprimit. Realment funciona com un martell, ja que no forada sinó que percut la superfície a fi de trencar-la en trossos.
- També existeixen martells hidràulics amb el mateix principi de funcionament que els martells pneumàtics només que aquí el fluid és oli hidràulic en comptes d'aire comprimit. Aquests martells els porten acoblat les excavadores industrials.
- Així mateix, és important la gamma de martells no fèrrics que hi ha, amb boques de niló, plàstic, goma o fusta i que són utilitzats per donar cops tous on no es pugui deteriorar la peça que s'està ajustant.

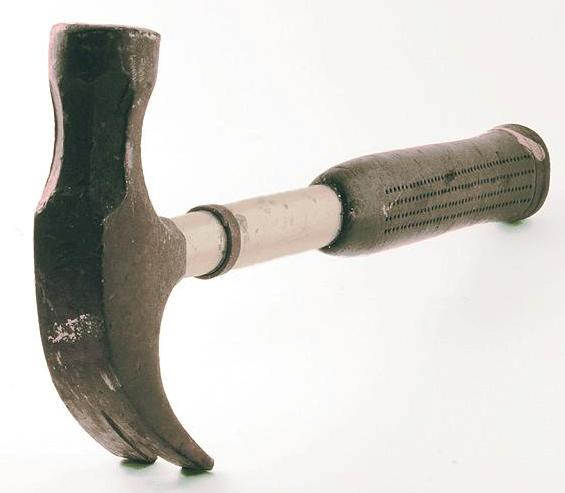
Martell de fuster
Martell i enclusa
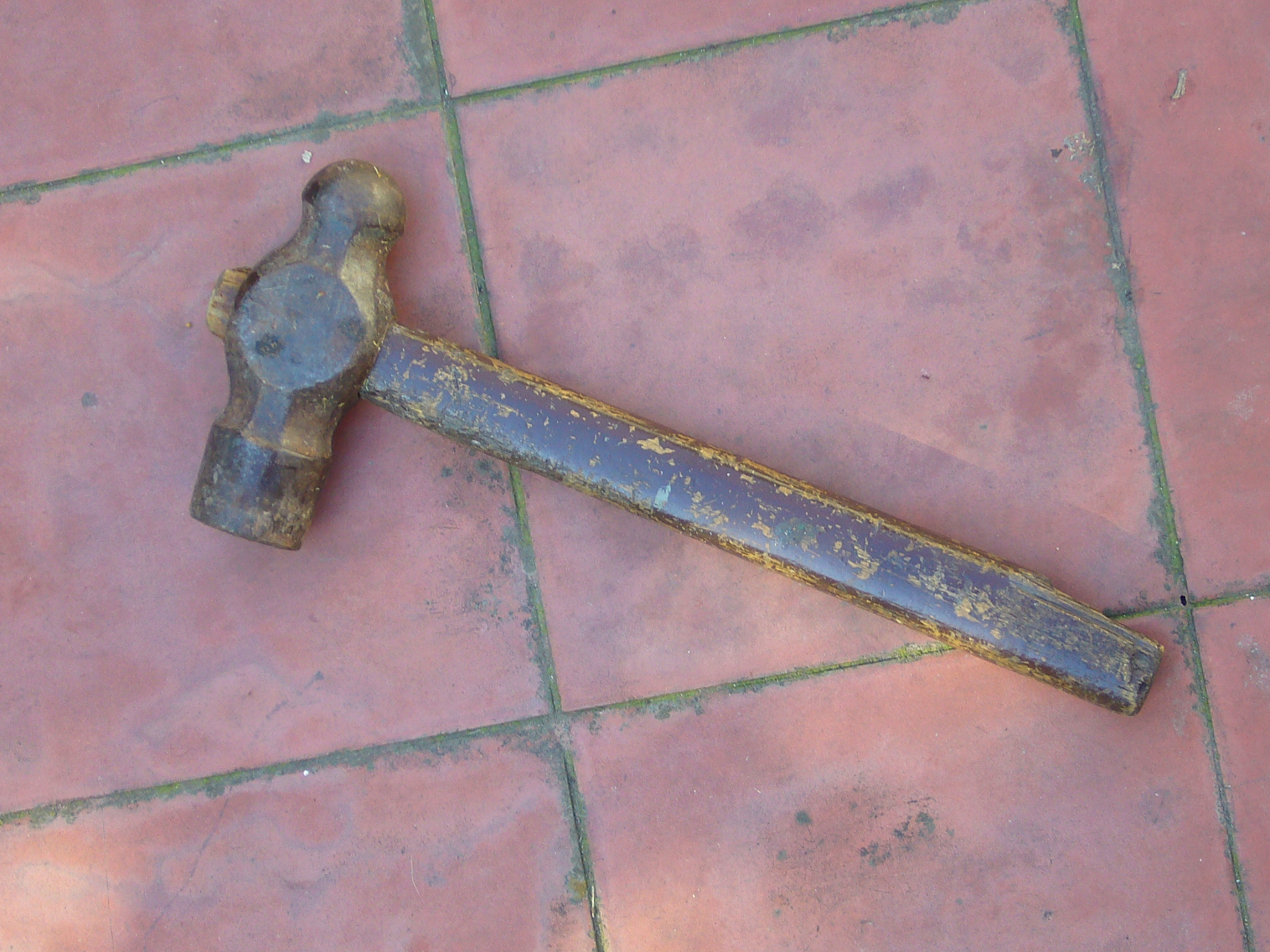
Martell de bola
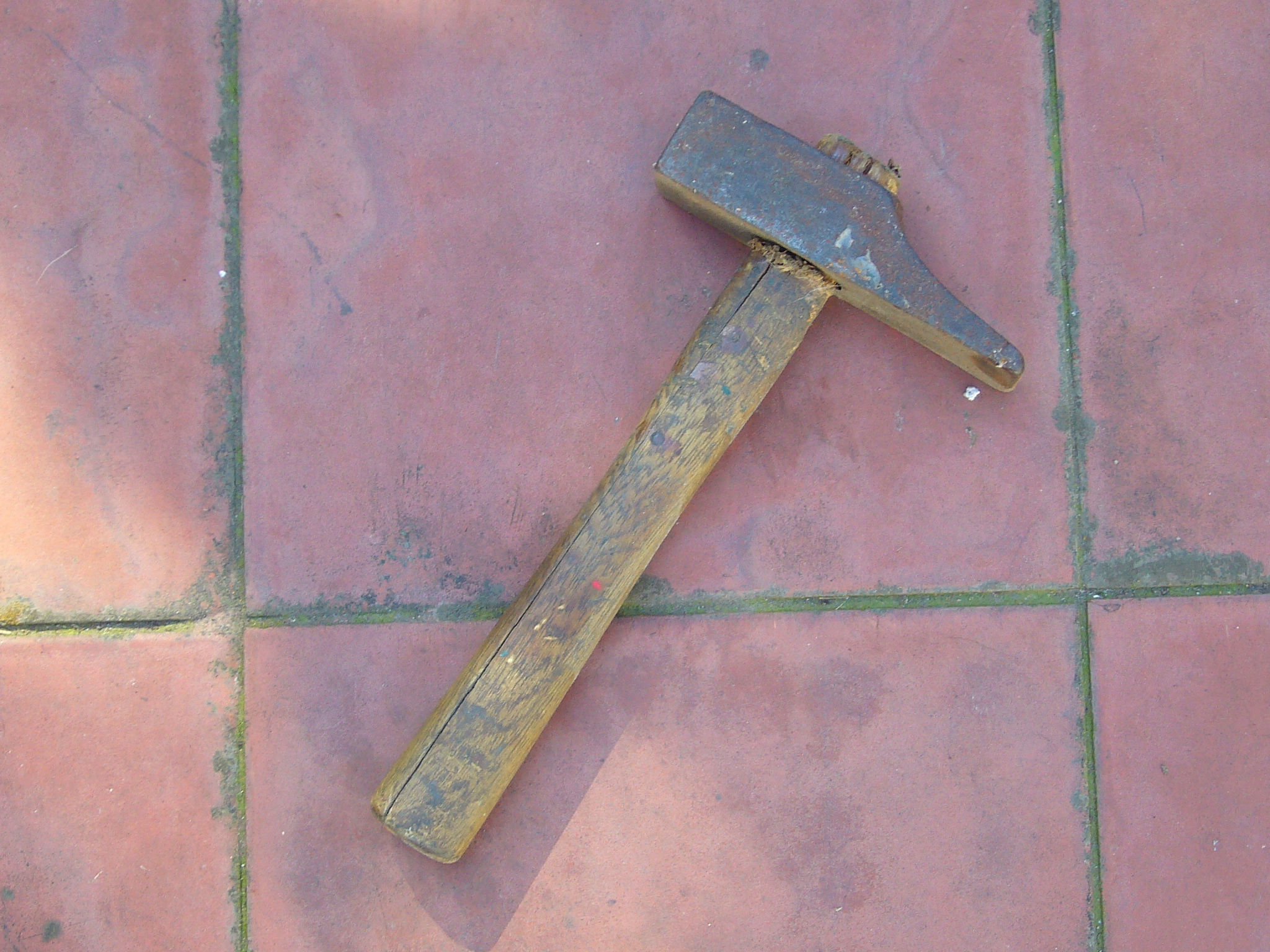
Martell de cota
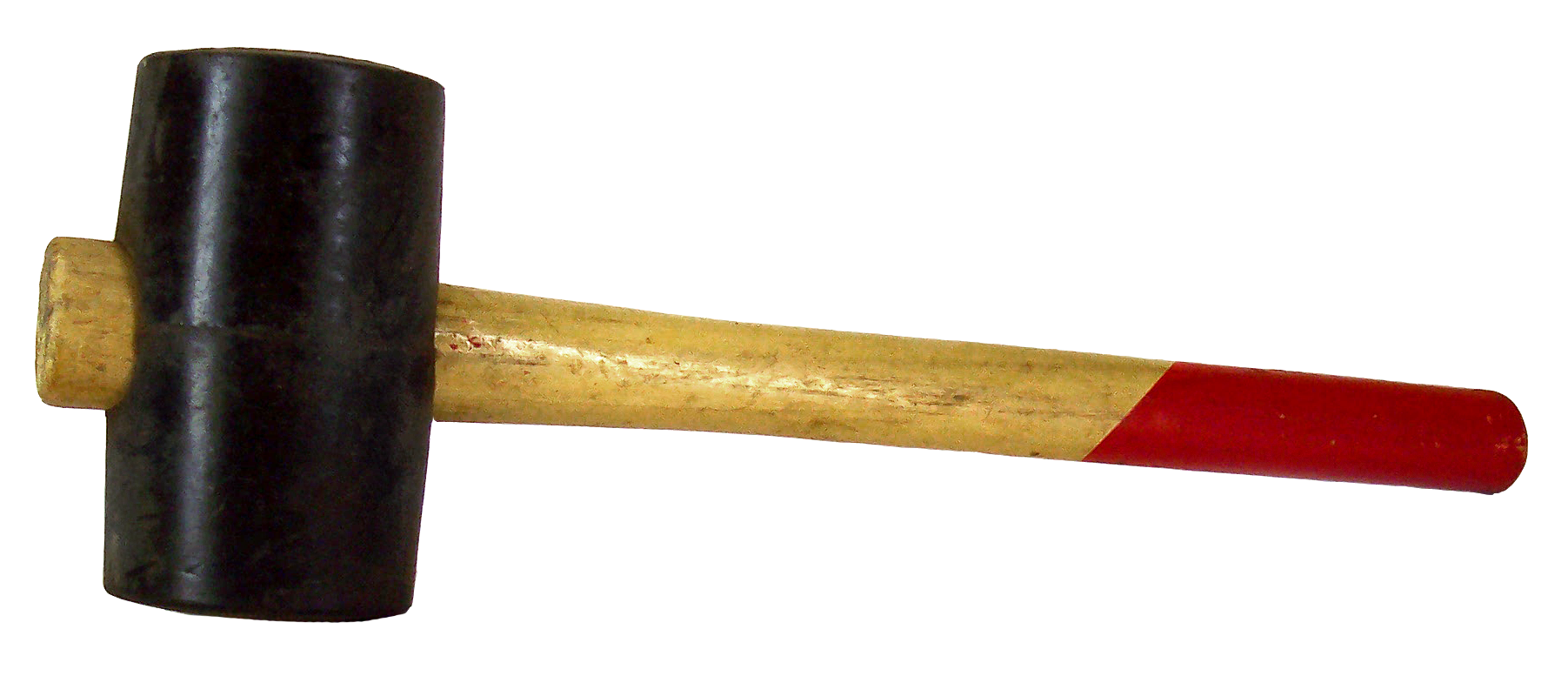
Martell de goma

## Història del martell
Els primers martells daten de l'Edat de Pedra de l'any 8000 aC. Aquests martells constaven d'una pedra lligada a una nansa amb tires de cuir.
Més tard, l'any 4000, amb el descobriment del coure, els romans van començar a fabricar el cap dels martells en aquest material. Després, l'any 3500. durant l'Edat del Bronze es van fabricar amb aquest material. Temps després van aparèixer els martells amb orificis per al mànec.
A la mitologia nòrdica és l'arma poderosa del déu Thor, amb el qual té com a poder principal un raig devastador.
El martell va ser una eina que la humanitat va necessitar per desenvolupar les seves grans habilitats i crear nombroses construccions al llarg de milers d'anys. Ha estat, juntament amb els cisells, una eina fonamental per tallar, des d'escultures de pedres fetes amb el marbre, fins a posar a les fustes traves i tarugos per construir embarcacions.
Se sap que el seu ús és ancestral i té un origen de més de 8.000 anys, encara que això és discutit ja que altres investigadors creuen que es remunta al Neolític superior.
El registre arqueològic del martell mostra que pot ser l'eina més antiga de la qual hi ha proves definitives.

## Física

### Com a amplificador de força
Un martell és un simple forçat amplificador que funciona convertint treball mecànic en energia cinètica i viceversa.
En el balanceig que precedeix cada cop, el cap del martell emmagatzema una certa quantitat d'energia cinètica –equivalent a la longitud D del balanceig per la força f produïda pels músculs del braç i per la gravetat. Quan el martell copeja, el cap és detingut per una força oposada procedent del blanc, igual i oposada de força aplicada pel cap al blanc. Si l'objectiu és un objecte dur i pesat, o si està recolzat en algun tipus d'enclusa, el cap només pot recórrer una distància d molt curta abans d'aturar-se. Atès que la força de detenció F per aquesta distància ha de ser igual a l'energia cinètica del cap, es dedueix que F és molt més gran que la força motriu original f–en general, per un factor D/d–. D'aquesta manera, no cal una gran força per produir una força prou forta per doblegar l'acer, o trencar la pedra més dura.

### Efecte de la massa del cap
La quantitat d'energia lliurada a l'objectiu pel cop del martell és equivalent a la meitat de la massa del cap pel quadrat de la velocitat del cap al moment de l'impacte {\displaystyle (E={mv^{2} \over 2})}. Mentre que l'energia lliurada a l'objectiu augmenta linealment amb la massa, s'incrementa quadràticament amb la velocitat (vegeu l'efecte del mànec, més avall). Els caps de titani d'alta tecnologia són més lleugers i permeten mànecs més llargs, augmentant així la velocitat i lliurant la mateixa energia amb menys fatiga del braç que la d'un martell de cap d'acer més pesat. Un cap de titani té al voltant d'un 3% d'energia retrocés i pot resultar en una major eficiència i menys fatiga quan es compara amb un cap d'acer amb fins a un 30% retrocés. Els martells de cop mort utilitzen una goma especial o una bala d'acer per absorbir l'energia del retrocés, en lloc de fer rebotar el cap del martell després de l'impacte.

### Efecte de la nansa
El mànec del martell ajuda de diverses maneres. Manté les mans de l'usuari allunyades del punt d'impacte. Proporciona una zona àmplia que s'adapta millor a la subjecció de la mà. I el que és més important, permet a l'usuari maximitzar la velocitat del cap a cada cop. La principal limitació de la longitud addicional del mànec és la manca d'espai per girar el martell. Per això els malls, que es fan servir sobretot en espais oberts, poden tenir mànecs molt més llargs que un martell de fuster estàndard. La segona limitació més important és més subtil. Fins i tot sense tenir en compte els efectes de la fatiga, com més llarg sigui el mànec, més difícil serà guiar el cap del martell cap al seu objectiu a tota velocitat.
La majoria dels dissenys són un compromís entre la practicitat i l'eficiència energètica. Si el mànec és massa llarg, el martell és ineficaç, ja que aplica la força al lloc equivocat, fora de l'objectiu. Amb un mànec massa curt, el martell és ineficaç perquè no aplica prou força, cosa que requereix més cops per completar una tasca determinada. També s'han fet modificacions quant a l'efecte del martell sobre l'usuari. Els mànecs de materials amortidors o els angles variables intenten facilitar que l'usuari segueixi manejant aquest antic artefacte, fins i tot quan les pistoles de claus i altres eines motoritzades envaeixen el camp d'ús tradicional.
Com que els martells s'han d'utilitzar en moltes circumstàncies, en què no es pot donar per feta la posició de la persona que els utilitza, es fan concessions en nom de la practicitat. A les zones on es disposa de molt espai, un mànec llarg amb un cap pesat (com un mall) pot aportar la màxima quantitat d'energia a l'objectiu. Tot i això, no és pràctic utilitzar un martell tan gran per a totes les tasques, per la qual cosa el disseny general s'ha modificat repetidament per aconseguir la utilitat òptima en una àmplia varietat de situacions.

### Efecte de la gravetat
La gravetat exerceix una força sobre el cap del martell. Si és martella cap avall, la gravetat augmenta l'acceleració durant la cursa del martell i augmenta l'energia lliurada amb cada cop. Si es martelleja cap amunt, la gravetat redueix l'acceleració durant el cop de martell i, per tant, l'energia subministrada a cada cop. Alguns mètodes de martelleig, com els tradicionals mecànics, depenen totalment de la gravetat per a l'acceleració en la carrera descendent.

## Construcció i materials
Un martell de mà tradicional consta d'un cap separat i un mànec, que es poden unir per mitjà d'una falca especial feta per a aquest propòsit, o per Adhesiu cola, o ambdós. Aquest disseny de dues peces s'usa sovint per combinar un cap de cop metàl·lic dens amb un mànec amortidor mecànic no-metàl·lic (per reduir la fatiga de l'usuari de cops repetits). Si s'usa fusta per al mànec, sovint és el Pacaner o freixe, que són materials resistents i duradors que poden dissipar les ones de xoc del cap del martell. Es pot usar resina de fibra de vidre rígida per al mànec; aquest material no absorbeix aigua ni es descompon, però no dissipa els impactes tan bé com la fusta.
Un cap de martell solt es considera perillós a causa del risc que el cap se separi del mànec mentre es balanceja convertint-se en un perillós projectil descontrolat. Els mànecs de fusta sovint es poden reemplaçar quan estan desgastats o danyats; hi ha kits especialitzats disponibles que cobreixen una varietat de mides i dissenys de manetes, a més de falques i espaiadors especials per a una fixació segura.
Alguns martells són dissenys d'una sola peça fets principalment d'un sol material. Un martell metàl·lic d'una peça pot tenir opcionalment el seu mànec revestit o embolicat en un material resistent com a cautxú per millorar l'adherència i reduir la fatiga de l'usuari.
El cap del martell es pot revestir amb una varietat de materials que inclouen llautó, bronze, fusta, plàstic, cautxú o cuir. Alguns martells tenen superfícies d'impacte intercanviables, que es poden seleccionar segons calgui o reemplaçar-se quan es desgasten.

## Ergonomia i riscos de lesions
Un martell pot causar lesions importants si copeja el cos. Tant els martells manuals com els elèctrics poden causar neuropatia perifèrica o una varietat d'altres malalties quan s'usen incorrectament. Els mànecs incòmodes poden causar lesió per esforç repetitiu (RSI) a les articulacions de mans i braços, i les ones de xoc descontrolades dels impactes repetits poden lesionar els nervis i l'esquelet. A més, colpejar objectes metàl·lics amb un martell pot produir petits projectils metàl·lics que es poden allotjar a l'ull. Per tant, es recomana utilitzar ulleres de seguretat.

## Martell com a arma
Un martell de guerra era una arma contundent, que el guerrer mantenia gairebé sempre a una mà, el cap de la qual estava fixat a una asta o mànec curt. Sempre es componia d'una part més roma per copejar i una altra de més esmolada, en forma de bec, per perforar.
Pensat per al combat cos a cos, el seu disseny s'assembla al d'un martell i, igual que aquest, consisteix en un cap massís de metall i un mànec. Aquest últim pot tenir diferents longituds, variant entre la d'una alabarda i la d'una maça. És una arma que va tenir el seu auge en l'edat mitjana i s'utilitzava per destruir les armadures dels oponents. L'estratègia més comuna era portar diversos soldats armats amb maça o martell i darrere d'ells infanteria normal.

## El martell a la cultura
El martell apareix associat a diverses divinitats, com Hefest, déu grec de l'inframon, o Thor, de la mitologia nòrdica. Aquests martells simbolitzaven la força de la natura i el món diví i per aquest motiu a diversos indrets del nord d'Europa s'esculpien a prop de les tombes, per defensar els cadàvers de tot mal.
Juntament amb la falç, formava part de la bandera soviètica (i per extensió d'altres països comunistes) com a al·legoria del treball manual o industrial, és a dir, el símbol del proletariat.